# Foo
Foo je metasintaktična spremenljivka, ki se v računalništvu pogosto uporablja za abstraktno predstavitev podatkov in se lahko uporabi za predstavitev katerega koli dela zapletenega sestava ali ideje, npr. podatkov, spremenljivk, funkcij, ukazov. Foo se pogosto kombinira z metaskladenjskima spremenljivkama bar in foobar. Beseda foo sicer nima nobenega pomena in je le pogosto uporabljena logična reprezentacija, ki se uporablja podobno kot črki x in y v algebri.

## Zgled (psevdokoda)
```
Predpostavimo dve funkciji: FOO in BAR
 FOO kliče funkcijo BAR 
 BAR vrne podatek BAZ
```

Kadar se sklicujemo na več kot eno abstraktno danost, se za drugo in tretjo danost uporabljajo izrazi bar in baz. Z drugimi besedami, izraz bar kaže na obstoj primarne danosti foo itd.

## Zgled (Javanski program)
```
public
 
class
 
Main
 
{

	

	
public
 
static
 
String
 
prva
 
=
 
"Foo"
;
 
//Spremenljivko prva nastavimo na Foo

	
public
 
static
 
String
 
druga
 
=
 
"Bar"
;
 
//Spremenljivko druga nastavimo na Bar

	

	
public
 
static
 
void
 
main
(
String
[]
 
args
)
 
{

		
System
.
out
.
println
(
prva
 
+
 
druga
);
 
//Izpišemo spremenljivki prva in druga skupaj

	
}

}

```

Sistem nam vrne
```
FooBar

```

## Referenca
- RFC 3092, “Etymology of ‘Foo’”